# Mike Weir

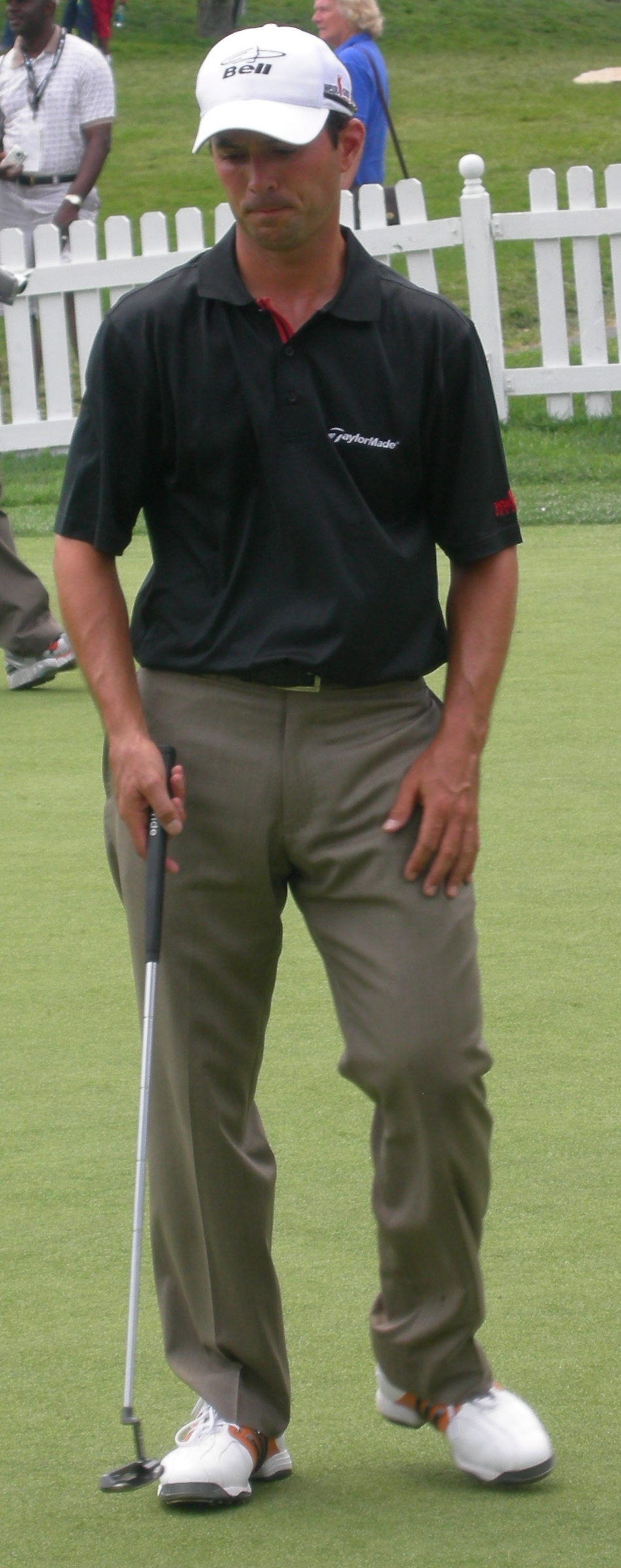
Mike Weir

Michael Richard Weir,  född 12 maj 1970 i Sarnia i Ontario i Kanada, är en professionell kanadensisk golfspelare, som tilldelats Ontario-orden (Order of Ontario).
Weir studerade på Brigham Young University och blev professionell 1992. Hans hemmabana är Taboo Golf Club i Gravenhurst.
Hans första seger på PGA-touren kom 1999 i Air Canada Championship i Surrey, British Columbia. Segern gjorde att han blev den förste kanadensiske spelaren på 45 år som vann en PGA-tävling på kanadensisk mark.
Den 13 april 2003 vann han majortävlingen The Masters Tournament på Augusta och han blev då den förste kanadensiske spelaren som har vunnit någon av dagens fyra majors (Sandy Sommerville vann U.S. Amateur när den klassades som major). När han vann Masters blev han den andre vänsterspelaren som vann en major efter att Bob Charles hade vunnit 41 år tidigare. Liksom Phil Mickelson är Weir också högerhänt men spelar med vänstersving.
I juni 2003 blev han delad trea i US Open den andra majortävlingen under året. För sina framgångar belönades han med Lou Marsh Award för den bäste kanadensiske idrottsmannen under året.
I februari 2004 blev han den sjätte spelaren i historien som lyckades vinna Nissan Open två år i rad och den förste sedan Corey Pavin som vann 1994 och 1995. Han är en av 20 spelare som har flera segrar i Nissan Open.

## Meriter

### Majorsegrar
- 2003 The Masters Tournament

### PGA-segrar
- 1999 Air Canada Championship
- 2000 WGC-American Express Championship
- 2001 The Tour Championship
- 2003 Bob Hope Chrysler Classic, Nissan Open
- 2004 Nissan Open

### Lagtävlingar
- Presidents Cup 2000, 2003, 2005
- WGC-World Cup  2000, 2001, 2002